# Сойка каліфорнійська
Сойка каліфорнійська (Aphelocoma californica) — вид горобцеподібних птахів родини воронових (Corvidae). Поширений у Північній Америці.

## Поширення
Вид поширений на західному узбережжі Північної Америки. Його ареал простягається від південного заходу Британської Колумбії (Канада) через штат Вашингтон, Орегон, Каліфорнію, західну Неваду до південного краю Каліфорнійського півострова. Середовище проживання цих птахів представлено ділянками помірного лісу, як первинного, так і вторинного, з переважанням листяних дерев (головним чином дубів) і хвойних порід (ялівцю та сосни). Трапляється від рівня моря до 3700 м над рівнем моря.

## Підвиди
Визнано сім підвидів:
- Aphelocoma californica immanis Grinnell, 1901 — південно-західний Вашингтон і центральний і західний Орегон;
- Aphelocoma californica caurina Pitelka, 1951 — вздовж західного узбережжя від південного Орегону до округу Напа;
- Aphelocoma californica oocleptica Swarth, 1918 — поширена вздовж схилів Берегового хребта та Сьєрра-Невади, від центрально-південного Орегону до півострова Сан-Франциско та західної Невади;
- Aphelocoma californica californica (Vigors, 1839) — поширений у центральній Каліфорнії (від округу Сан-Матео до південно-західного округу Вентура);
- Aphelocoma californica cana Pitelka, 1951 — ендемік національного парку Джошуа-Трі;
- Aphelocoma californica obscura Anthony, 1889 — поширений в гірській північно-західній частині пустелі Могаве та на півночі Нижньої Каліфорнії;
- Aphelocoma californica hypoleuca Ridgway, 1887 — поширений на півострові Нижня Каліфорнія.

## Опис
Птах середнього розміру, приблизно 27–31 см завдовжки, з розмахом крил 39 см і вагою близько 80 г. Цей вид має синю голову, крила та хвіст; сіро-коричнева спина; сіруватий низ; і білі брови. Горло біленьке з синім намистом.